# Aleksandr Pliuşkin
Aleksandr Pliuşkin, född 13 januari 1987 i Chişinău, är en professionell tävlingscyklist från Moldavien. Han blev professionell inför säsongen 2008 med det franska UCI ProTour-stallet Ag2r-La Mondiale. Den rysktalande cyklisten blev inför säsongen 2010 kontrakterad av det ryska stallet Katjusja.
Pliuşkin slutade tvåa på världsmästerskapens tempolopp för juniorer 2005 efter den tyske cyklisten Marcel Kittel.
Under säsongen 2007 vann han Flandern runt för U23-cyklister före den danske cyklisten Michael Mørkøv och belgaren Sep Vanmarcke. I slutet av säsongen fick han prova på att vara professionell, en så kallad stagiaire, med Ag2r-La Mondiale.
Inför säsongen 2008 valde Ag2r-La Mondiale också att kontraktera den moldaviske cyklisten och under sitt första år vann han de moldaviska nationsmästerskapens linjelopp. Han slutade tvåa i den schweiziska tävlingen Trois Jours d'Aigle tillsammans med den franske cyklisten Morgan Kneisky. Han deltog också i de Olympiska sommarspelen i Peking där han slutade på 76:e plats i linjeloppet.
Tillsammans med Franco Marvulli slutade moldaven på tredje plats på tredagarstävlingen Trois Jours d'Aigle 2009.

## Meriter
2004 - U19
3:a, världsmästerskapen på bana - scratch
2005 - U19
Europeisk mästare - individuell förföljelse
1:a, Classique des Alpes
2:a, Världsmästerskapen - Tempolopp, junior
2:a, Giro della Toscana
2006 - U23
1:a, GP Oberes Fricktal
9:a, GP Tell
2007 - U23
1:a, Flandern runt (U23)
1:a, etapp 3, GP Tell
2:a, Europamästerskapen - individuell förföljelse
3:a, B-världsmästerskapen - linjelopp
8:a, Världsmästerskapen - Tempolopp, U23
2008 - AG2r-La Mondiale
 Moldavien Nationsmästerskapen - linjelopp
2009 - Ag2r-La Mondiale
3:a, Trois Jours d'Aigle

## Stall
- 2007 Ag2r-La Mondiale (Stagiaire)
- 2008-2009 Ag2r-La Mondiale
- 2010 Katjusja